# تاتسويا يازاوا
تاتسويا يازاوا (باليابانية: 谷澤 達也) (3 أكتوبر 1984 في يايزو في اليابان – )؛ هو لاعب كرة قدم ياباني سابق كان يلعب كلاعب وسط.

## وصلات خارجية
- تاتسويا يازاوا على موقع الاتحاد الدولي (مؤرشف)  (الإنجليزية)
- تاتسويا يازاوا على موقع رابطة كرة القدم اليابانية للمحترفين (اليابانية)
- تاتسويا يازاوا على موقع إي إس بي إن إف سي (الإنجليزية)
- تاتسويا يازاوا على موقع قاعدة بيانات كرة القدم.إي يو (الإنجليزية)
- تاتسويا يازاوا على موقع Soccerway.com (الإنجليزية)
- تاتسويا يازاوا على موقع عالم كرة القدم.نت (الإنجليزية)
- تاتسويا يازاوا على موقع كووورة